# 格氏鏢鱸
格氏鏢鱸為輻鰭魚綱鱸形目鱸亞目河鱸科的其中一種，被IUCN列為次級保育類動物，分布於美國德克薩斯州Rio Grande河及墨西哥的淡水流域，體長可達6公分，棲息在礫石底質的溪流。